# راما السادس
الملك فاجيرافود شولالون كورن الملقب راما السادس (بالتايلندية:พระบาทสมเด็จพระปรเมนทรมหาวชิราวุธฯ พระมงกุฎเกล้าเจ้าอยู่หัว) الحاكم السادس لمملكة سيام والذي امتدت فترة حكمه من 1 يناير 1881م إلى 25 نوفمبر 1925م يعتبر الملك فاجيرافود السادس من حيث ترتيب سلالة شاكري ويعرف عنه جهوده إلى تعزيز القومية السيامية والتقدم نحو الديموقراطية، فاجيرافود ابن الملك شولالون كورن تلقى تعليمه في المملكة المتحدة في أكاديمية ساند هيرست العسكرية وجامعة أوكسفورد. بدأت الحكومة في الشروع بالكثير من مشاريع التنمية على الصعيد الوطني في عهد راما السادس، وعلى الرغم من المشاكل الاقتصادية فقد انتشرت الكثير من الطرق الجديدة والجسور والسكك الحديدية والمستشفيات والمدارس في جميع أنحاء البلاد. في عام 1917 أعلنت سيام دخولها في الحرب العالمية الأولى إلى جانب فرنسا وبريطانيا ضد ألمانيا والنمسا والمجر، وقد حارب الجنود التايلانديون في المعارك الأوروبية، ونتيجة لهذه المساعدة تخلت بريطانيا وفرنسا عن حق التمتع بالقوانين البريطانية والفرنسية لرعاياها في تايلاند. توفي الملك فاجيرافود «راما السادس» يوم 25 نوفمبر/تشرين الثاني 1925.

## معرض صور

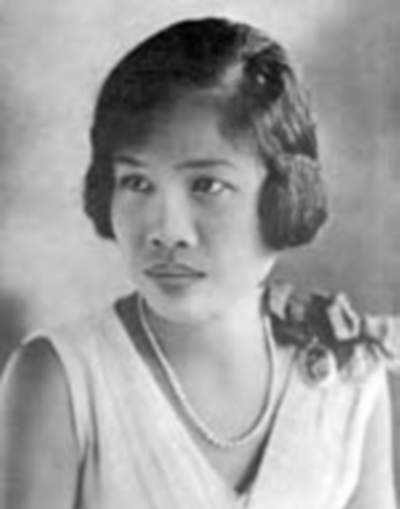
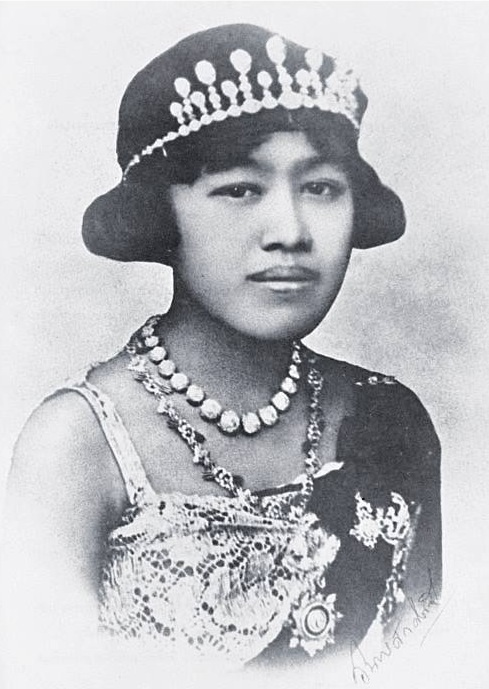
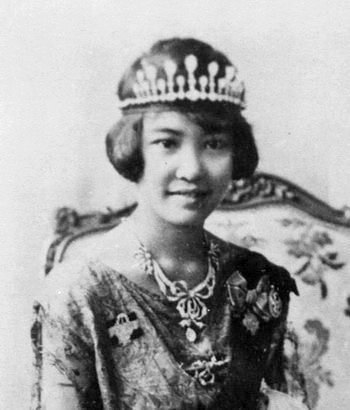
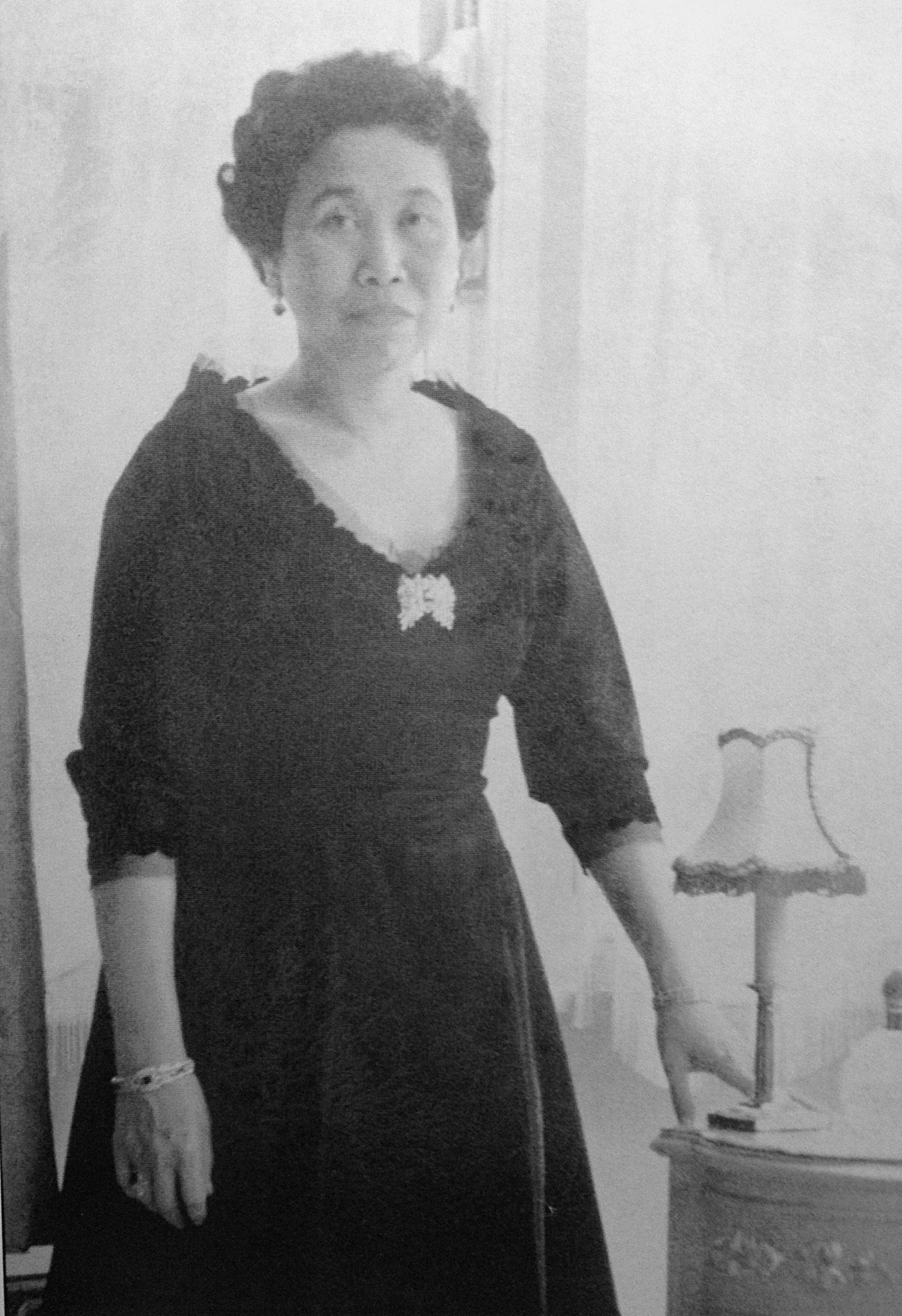

## روابط خارجية
- راما السادس على موقع الموسوعة البريطانية (الإنجليزية)